# Anakinra

Anakinra (Kineret) es un fármaco utilizado para tratar la artritis reumatoide, la osteoartitris (artrosis) y la fiebre mediterránea familiar.

## Mecanismo
Anakinra es un antagonista del receptor de la interleuquina-1 (IL-1). Anakinra bloquea la actividad biológica de la IL-1 producida naturalmente, incluyendo la inflamación y la degradación del cartílago asociadas a la artritis reumatoide, inhibiendo competitivamente la unión de la IL-1 al receptor de la interleucina-1, el cual se expresa en muchos tejidos y órganos. La IL-1 se produce en respuesta a estímulos inflamatorios y media diversas respuestas fisiológicas, incluyendo reacciones inflamatorias e inmunológicas. La IL-1, además, estimula la reabsorción ósea y provoca daño a los tejidos como la degradación del cartílago, como resultado de la pérdida de proteoglicanos.En pacientes con artritis reumatoide el antagonista natural del receptor de la IL-1 no se encuentra en concentraciones eficaces en el sinovio ni en el líquido sinovial para contrarrestar las concentraciones elevadas de IL-1 en estos pacientes.
Anakinra no se considera un "fármaco antirreumático modificador de la enfermedad" (FARME), sino más bien un "Modificador de la respuesta biológica (BRM), porque es capaz de atacar de forma selectiva el elemento patológico de la enfermedad.

## Datos químicos, farmacológicos y de comercialización básicos
La molécula de anakinra es una versión recombinante no glicosilada de la IL-1RA (Ra significa antagonista de los receptores) preparada a partir de cultivos modificados genéticamente de Escherichia coli mediante tecnología de ADN recombinante. Se compone de 153 aminoácidos y tiene un peso molecular de 17.257,6 g / mol (aproximadamente 17,3 kilodaltons) y difiere de la IL-1RA humana nativa en el sentido de que tiene la adición de un único residuo de metionina en su amino terminal.
Anakinra tiene una biodisponibilidad absoluta del 95% para adultos sanos (n = 11) después de un bolo de 70 mg de inyección subcutánea. Las concentraciones plasmáticas máximas de anakinra se produjeron generalmente de 3 a 7 horas tras la administración subcutánea de dosis clínicamente relevantes (1 a 2 mg / kg, n = 18) para los pacientes con artritis reumatoide. La vida media terminal osciló de 4 a 6 horas. Después de dosis diarias subcutáneas durante un máximo de 24 semanas, no fueron observadas acumulaciones inesperadas de anakinra en muestras de plasma de pacientes con artritis reumatoide.
Este medicamento se vende bajo la marca "Kineret" y es producido por la empresa farmacéutica Amgen. Desde el 15 de diciembre de 2008 Biovitrum AB es la titular de la autorización de Kineret sobre la indicación de adultos con artritis reumatoide. Se entrega como concentrado de inyección conteniendo 100 mg cada dosis única.

## Indicaciones
Anakinra está indicado para el tratamiento de los signos y síntomas de la artritis reumatoide y para inhibir la progresión del daño estructural asociado a la enfermedad en adultos con enfermedad de moderada a severamente activa que han tenido una ausencia de mejoría clínica de los síntomas o una respuesta insuficiente al tratamiento con uno o más fármacos antirreumáticos modificadres de la enfermedad (DMARDs). Se utiliza como agente monoterapéutico o en combinación con DMARD. Anakinra no debería utilizarse en combinación con etanercept (Enbrel), infliximab (Remicade), agentes de bloqueo del factor de necrosis tumoral α (TNF-α), o adalimumab (Humira).
Kineret mostró una eficacia terapéutica moderada pero estadísticamente significativa, en la mayoría de los estudios de metotrexato se administró de forma concomitante. En el grupo de metotrexato más anakinra el 38% de 250 pacientes llegaron a una mejora y alivio de los síntomas de al menos el 20% dentro de las 24 semanas. En el grupo de control de 251 pacientes bajo tratamiento con solo metotrexato la respuesta se observó en un 22% solamente. La respuesta clínica se midió de acuerdo a los criterios de ACR (20, 50 y 70).
No hay estudios que comparen directamente anakinra con inhibidores de TNF-α, pero los datos indirectos sugieren que anakinra puede ser inferior a los inhibidores de TNF-α. En un estudio con infliximab más metotrexato 50% de todos los pacientes tuvieron una remisión significativa (de acuerdo con al menos los criterios de respuesta ACR 20) después de un período de 30 semanas de tratamiento.